# Astragalus molestus
Astragalus molestus är en ärtväxtart som beskrevs av Karl Heinz Rechinger. Astragalus molestus ingår i släktet vedlar, och familjen ärtväxter. Inga underarter finns listade i Catalogue of Life.